# برنارد تسونديك
برنارد تسونديك (بالعبرية: ברנרד צונדק) (ولد في 29 يوليو 1891 – ومات في 8 نوفمبر 1966) طبيب أمراض نساء إسرائيلي من أصل ألماني، طور أول اختبار حمل موثوق به في عام 1928.
حصل على جائزة إسرائيل في الطب في عام 1958.

## حياته
ولد في مدينة فرونكي في ألمانيا، والتي تقع حاليا في بولندا. درس الطب في برلين وتخرج في عام 1919. وعمل مساعدا لكارل فرانتس في عيادة مستشفى النساء في مستشفى شاريتيه برلين، وتخصص في التوليد وأمراض النساء.
أخوه الأكبر هرمان تسونديك كان بروفيسورا في جامعة هومبولت في برلين ورائدا لطب الغدد الصماء.

## مهنته الطبية

### ألمانيا
في عام 1926 حصل على درجة أستاذ مساعد، وفي عام 1929 أصبح الطبيب الرئيسي للتوليد وأمراض النساء في المستشفى المركزي في برلين شبانداو. وحين وصل النازيون للسلطة في عام 1933، عزل من وظائفه.

### السويد
غادر ألمانيا إلى السويد، حيث تقدم للحصول على رخصة لمزاولة الطب في السويد. وفي نفس الوقت بدأ العمل كعالم حر بدون أجر في معهد الكيمياء الحيوية  في جامعة ستوكهولم. وفي سبتمبر 1934 توجه مباشرة إلى ملك السويد للحصول على رخصة لمزاولة المهنة. وطُلب من الجمعية الطبية السويدية إبداء رأيهم، وصوتت بأغلبية ضئيلة على منحه الرخصة لمزاولة العمل العلمي فقط (دون منحه الرخصة للممارسة العملية)، وبجانب ذلك أراد الباقون الذين صوتوا بالرفض حرمانه أيضا من الاثنين معا. وحين كتبت الصحف عن الواقعة، قام رئيس الجمعية الطبية بكتابة هجوم يحط من قدر تسونديك، ويلقي بالشكوك حوله، وجمع احتجاج ضد تسونديك أكثر من ألف توقيع من الممارسين للطب، وهذا العدد يمثل ثلث الأطباء في السويد.
وقد أدت كل هذه العدائية والكراهية لليهود التي لاقاها من زملائه، إلى دفع تسونديك إلى أن يقرر مغادرة السويد.

### إسرائيل
هاجر في خريف عام 1934 إلى إسرائيل، حيث عين برفيسورا للتوليد وأمراض النساء في الجامعة العبرية في القدس، ورئيس لقسم التوليد وأمراض النساء في مستشفى هداسا. وخدم كرئيس للأكاديمية الطبية في القدس. وتقاعد من التدريس وممارسة الطب في عام 1961، وكرس وقته للدراسة الخاصة.

## اكتشافاته الطبية
كان تسونديك أحد المؤيدين للاستقلال الداخلي للغدد الصماء تحت سيطرة الغدة النخامية. وكانت أبحاثه حول التفاعل بين المبيض والغدة النخامية، مهمة في تأسيس عقيدة ثابتة. اكتشف أن النسيج المشيمي له قدرة استيعاب للغدد الصماء ، مما أدى إلى تقنيات تشخيصية مهمة للتعرف على سرطان الخلد المائي وسرطان المشيمة وعلاجه.
وأدى عمله مع طبيب أمراض النساء زيلمار أشهايم إلى إجراء فحص حيوي لمواجهة الغدد التناسلية المشيمية البشرية، باستخدام الفئران في الأصل، والتي عرفت باسم اختبار أشهايم – تسونديك أو ايه – زد. واستخدمت تنويعات لاحقة في اختبار على الأرانب أو برمائيات، مما أدى إلى ظهور عبارة «مات الأرنب» لوصف اكتشاف حمل جديد باستخدام اختبار الأرنب.

## جوائز
- حصل في عام 1956 على جائزة سولومون بوبليك من الجامعة العبرية في القدس.

- حصل في عام 1958 على جائزة إسرائيل في الطب.[4]